# Jaume Passarell
Jaume Passarell i Ribó (Badalona, 1889-Barcelona, 1975) fue un dibujante, caricaturista, escritor y periodista español.

## Biografía
Nacido en Badalona en 1889, colaboró en publicaciones locales como Pum-Baf!, además de en la prensa barcelonesa, como por ejemplo el periódico La Publicitat, diario en el que firmó diversos artículos durante la guerra y donde usó la firma «Pesserell», y en revistas como L'Esquella de la Torratxa, La Campana de Gracia, Meridià y Mirador.
Passarell, de pensamiento republicano y catalanista, fue autor del libro Cent ninots i una mica de literatura (1930), además de escribir varios textos biográficos sobre Santiago Rusiñol, Pompeu Fabra y Narciso Monturiol.
Exiliado en Francia tras el final de la guerra civil, volvió unos años después a España, etapa durante la que utilizó el seudónimo «Salvador Bori», para publicar Tres maestros del lápiz de la Barcelona ochocentista. Padró, Planas, Pellicer. Falleció en 1975 en Barcelona.